# Literatura occitana

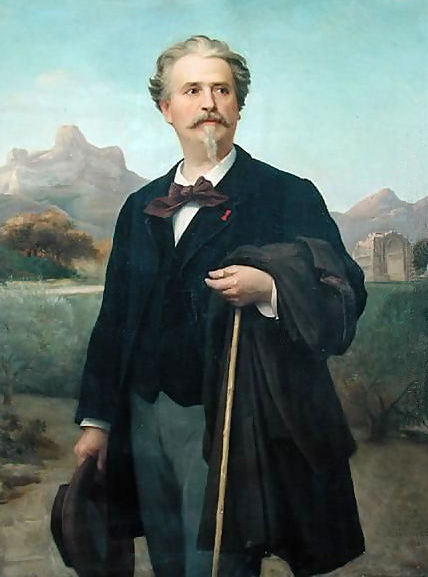
Frederic Mistral, Premio Nobel de literatura

La literatura occitana o provenzal es el conjunto de obras escritas en occitano. Se originó en la poesía del siglo XI y XII y, con el desarrollo y la difusión de las composiciones de los trovadores, inspiró el ascenso de la literatura en lengua vulgar en la Europa medieval. A pesar de la disminución del uso oficial de este idioma a partir del Renacimiento, nunca se interrumpió su uso literario a tal punto que conoció un primer renacimiento calificado de "Siglo de oro" por Pierre Bec y que Felip Gardy habla de "Barrocos occitanos" al referirse a los autores abarcados entre los siglos XVI y XVIII. Si bien hasta el principio del siglo XIX se siguió editanto obras literarias en occitano (a consecuencia de que este idioma era el idioma materno de la gente oriunda del tercio sur de Francia así como del condado de Provenza y también de la región de Niza) ya para ese entonces carecía de la norma y academia con las cuales había constado durante la Edad Media (es decir las Leys d'Amors y el Consistori del Gay Saber). A mediado del siglo XIX, 7 poetas provenzales remediaron a esta falla fundando el Felibrige y dando inicio a un segundo renacimiento. Uno de aquellos poetas, Frederic Mistral, recibió el Premio Nobel de Literatura elevando otra vez las letras occitano a un nivel internacional.
Entre las diversas regiones de habla y literatura occitana constan : Gascuña, Bearne, Guyena, Rouergue, Languedoc, Lemosín, Auvernia, Delfinado, Provenza, Niza, el Condado Venesino así como el Valle de Arán en Cataluña, los Valles Occitanos y la Guardia Piemontesa en Italia, el Reino de Trípoli (Líbano) (patria literaria del trovador Jaufre Rudel) así como los países a dónde emigró gente oriunda de alguna de estas regiones (de hecho, el poeta bearnés Alejo Peyret editó por primera vez su obra occitana en Argentina a finales del siglo XIX).

## Introducción
La literatura en occitano se define con mayor facilidad que el idioma occitano o provenzal en la que está escrita. Se inicia en el siglo XI y XII en varios centros, desde los que se expandió inicialmente a la mayor parte del sur de Francia y más tarde al norte de Italia y España. Nunca sintió la influencia de literaturas vecinas. En la época de su mayor desarrollo (siglo XII) el arte de componer en lengua vulgar no existía o estaba en sus comienzos al sur de los Alpes y los Pirineos. Al norte, en la zona de las lenguas de oïl, la poesía vernácula estaba en pleno florecimiento; pero entre los distritos en los que se desarrollaba, la Champaña, Isla de Francia, Picardía y Normandía y la región en la que nació la literatura en provenzal, existía una zona intermedia formada por la Borgoña, el Bourbonnais, Berry, Touraine y Anjou que durante la Edad Media no parece haber tenido literatura vernácula.
En su nacimiento, la literatura provenzal está aislada y en su desarrollo siguió siendo completamente original durante largo tiempo. En algunos puntos posee analogías con la literatura hermana de la Francia septentrional; pero estas analogías se deben principalmente a algunos elementos primarios comunes a ambas y solo en un grado mucho menor a una influencia mutua.
Sin embargo, hay que preguntarse hasta qué punto puede estar aislada cualquier literatura romance en la Edad Media. En todos los países de lenguas romances las composiciones en lenguas vernáculas aparecieron cuando la costumbre de escribir en latín todavía era habitual, continuando una tradición ininterrumpida. Incluso durante las épocas más oscuras, cuando la vida intelectual estaba en su nivel más bajo, se hacían en latín los sermones, las vidas más o menos apócrifas de los santos, las historias de milagros para atraer peregrinos a determinados templos, los anales monásticos, documentos legales y contratos de todo tipo. Cuando se comenzó de nuevo a estudiar y aprender, como fue el caso del norte y el centro de Francia bajo la influencia de Carlomagno y más tarde en el siglo XI en el resto de países, fue el latín el que se vio beneficiado.
Lenta y gradualmente las lenguas romances, especialmente las de Francia, fueron ocupando parte del terreno anteriormente ocupado por el latín, pero incluso después de la Edad Media la lengua madre mantuvo porciones importantes de su imperio original. Como consecuencia, las lengua romances en general (y esto es especialmente cierto para el provenzal, ya que su literatura no se extiende más allá del período medieval) representan solo una parte incompleta del desarrollo intelectual de cada país. Aquellas literaturas, incluso las más auténticamente locales, que no han tenido influencias externas, solo son capaces de enseñarnos lo que era el país de forma muy parcial. Estaban, en resumen, creadas para la mayoría iletrada de la población y en gran parte por hombres prácticamente sin conocimientos literarios.

## Origen

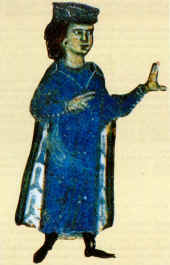
Guillermo de Poitiers, primer trovador del que se tiene noticia.

La poesía occitana aparece por primera vez en el siglo XI. El texto más antiguo que ha sobrevivido es un estribillo (francés refrain) añadido a un poema en latín del siglo X. El texto todavía no ha sido interpretado de forma satisfactoria. La calidad de estas primeras obras indica que se han perdido obras anteriores.
Se considera que el primer poema occitano es un fragmento del siglo XI de 275 versos decasílabos conservado en un manuscrito de Orleans, impreso por François Juste Marie Raynouard en 1817 por primera vez. Se cree que procede de la zona del Limousin o de Condado de la Marca, en el norte de la Provenza. El desconocido autor toma el tratado De consolatione philosophiae de Boecio como base para su composición. Es una pieza didáctica compuesta por un escribano.
En ese mismo siglo aparecen los poemas de Guillermo de Poitiers, el abuelo de Eleanor de Aquitania. Su obra consiste en once poemas de estrofas diversas que estaban pensados para ser cantados. Varias son canciones de amor; una trata la bonne fortune en forma muy vulgar. La única que puede datarse aproximadamente es de alrededor de 1119, cuando Guillermo parte hacia España para luchar contra los sarracenos. Expresa el arrepentimiento del autor por su pasado frívolo y sus preocupaciones al despedirse de su país y su joven hijo. También se sabe a través de Orderico Vital que Guillermo compuso varios poemas sobre los incidentes de su malograda Cruzada de 1101.
Los orígenes de esta poesía son inciertos. No está relacionada con la poesía en latín, ni con el folclore. Las composiciones en lengua vulgar parecen haberse creado para divertimento o, en el caso de la poesía religiosa, para la edificación moral, de esa parte de la población que poseía tierras y ocio y consideraban los pasatiempos intelectuales entre las cosas buenas de la vida.
Como ya se ha visto, en el siglo XI, la poesía en lengua vulgar servía principalmente de divertimento y edificación moral de las clases altas. Hacia el siglo XII y XIII, obras históricas y tratados populares sobre ciencia contemporánea comienzan a ser escritos en lengua vulgar.
Una posibilidad para su origen está en los juglares. Es posible que algunos, más refinados que los bufones, se dedicaran a la composición de obras pensadas para ser cantadas. En el norte, los juglares crearon el cantar de gesta, llena de cuentos sobre batallas y combates. En las cortes de los nobles del sur produjeron canciones de amor.